# Královský Viktoriin řetěz

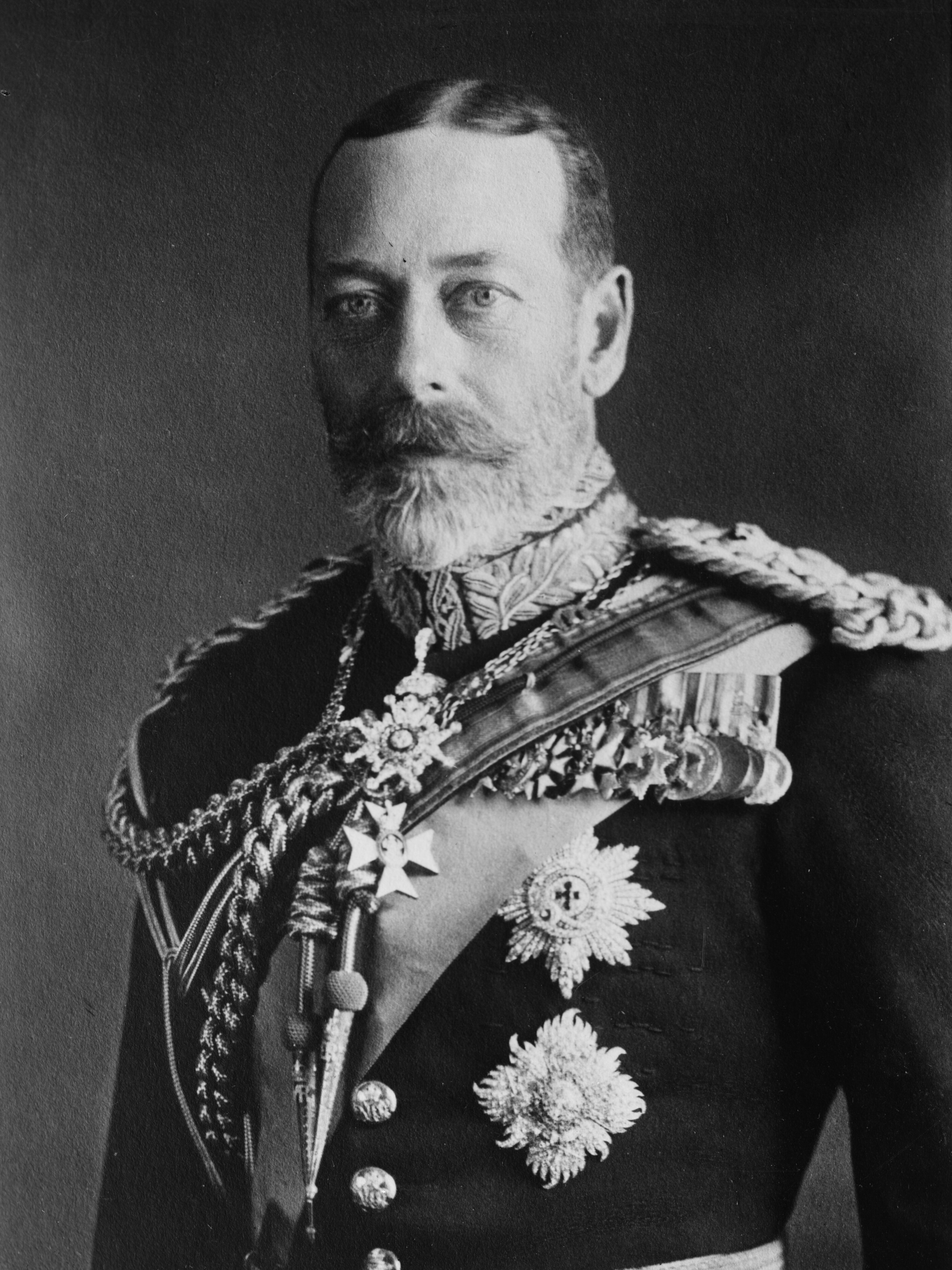
Král Jiří V. s Viktoriiným řetězem kolem krku

Královský Viktoriin řetěz (anglicky: Royal Victorian Chain) je vyznamenání, udělované britským králem na základě jeho osobního uvážení.
Vyznamenání založil roku 1902 král Eduard VII., aby mohl podle svého osobního uvážení, bez ohledu na vládu, vyjádřit úctu vyznamenaným osobám. Toto vyznamenání svému nositeli nepřináší žádný titul nebo privilegia, je "pouze" vyjádřením osobního královského respektu a přízně.
Jedná se o zlatý řetěz, složený z tudorovských růží, skotských bodláků, irských trojlístků a indických lotosů.